# Voice of the Xtabay
Voice of the Xtabay è l'album di debutto in studio di Yma Sumac, pubblicato nel 1950 dalla Capitol Records.

## Composizione
Voice of the Xtabay venne composto da Les Baxter, anche produttore dell'album, insieme a Moisés Vivanco e John Rose. L'album si focalizza sui virtuosismi vocali di Sumac, fonde elementi orchestrali, ritmi sudamericani e musica tradizionale peruviana.

## Accoglienza
Voice of the Xtabay contribuì al successo della cantante peruviana e vendette un milione di copie l'anno della sua uscita. Raggiunse la posizione numero 1 della lista dei best seller pubblicata su Variety, superando gli album di Bing Crosby e Ethel Merman.

## Tracce
1. Virgin of the Sun God (Taita Inty) – 3:06
2. Lure of the Unknown Love (Xtabay) – 3:18
3. High Andes! (Ataypura!) – 3:04
4. Monkeys (Monos) – 2:40
5. Chant of the Chosen Maidens (Accla Taqui) – 2:43
6. Dance of the Winds (Wayra) – 3:02
7. Earthquake (Tumpa!) – 3:20
8. Dance of the Moon Festival (Choladas) – 2:33

## Formazione
- Yma Sumac – voce
- Les Baxter – composizione
- Moisés Vivanco and his Peruvians – composizione, strumentazione